# Melih Okutan
Melih Okutan (* 1. Juli 1996 in Kocaeli) ist ein türkischer Fußballspieler.

## Karriere

### Verein
Okutan spielte für die Nachwuchsabteilungen Kocaeli Demirspors und Fenerbahçe Istanbuls. Bei Letzterem erhielt er zwar im November 2014 einen Profivertrag, spielte aber weiterhin überwiegend für die Nachwuchsmannschaft. Erst in der Rückrunde der Saison 2014/15 wurde er auch Teil der Profimannschaft und gab dann in der Pokalpartie vom 20. Januar 2015 gegen Altınordu Izmir sein Profidebüt. Die Saison 2016/17 verbrachte er als Leihspieler beim Istanbuler Viertligisten Üsküdar Anadolu 1908 SK und erzielte hier in 33 Ligaspielen 12 Tore.
Im Sommer 2017 wechselte er zum Zweitligisten Boluspor.

### Nationalmannschaft
Okutan begann seine Nationalmannschaftskarriere 2013 mit einem Einsatz für die türkische U-19-Nationalmannschaft. Später spielte er auch für die türkische U-18- und die U-20-Nationalmannschaft.